# Mesochorus acuminatus
Mesochorus acuminatus là một loài tò vò trong họ Ichneumonidae.